# Стробін
Стробін (пол. Strobin) — село в Польщі, у гміні Конопниця Велюнського повіту Лодзинського воєводства.
Населення — 416 осіб (2011).
У 1975-1998 роках село належало до Серадзького воєводства.

## Демографія
Демографічна структура станом на 31 березня 2011 року:
|          | Загалом | Допрацездатний вік | Працездатний вік | Постпрацездатний вік |
| -------- | ------- | ------------------ | ---------------- | -------------------- |
| Чоловіки | 198     | 36                 | 137              | 25                   |
| Жінки    | 218     | 33                 | 118              | 67                   |
| Разом    | 416     | 69                 | 255              | 92                   |